# Arte coreano

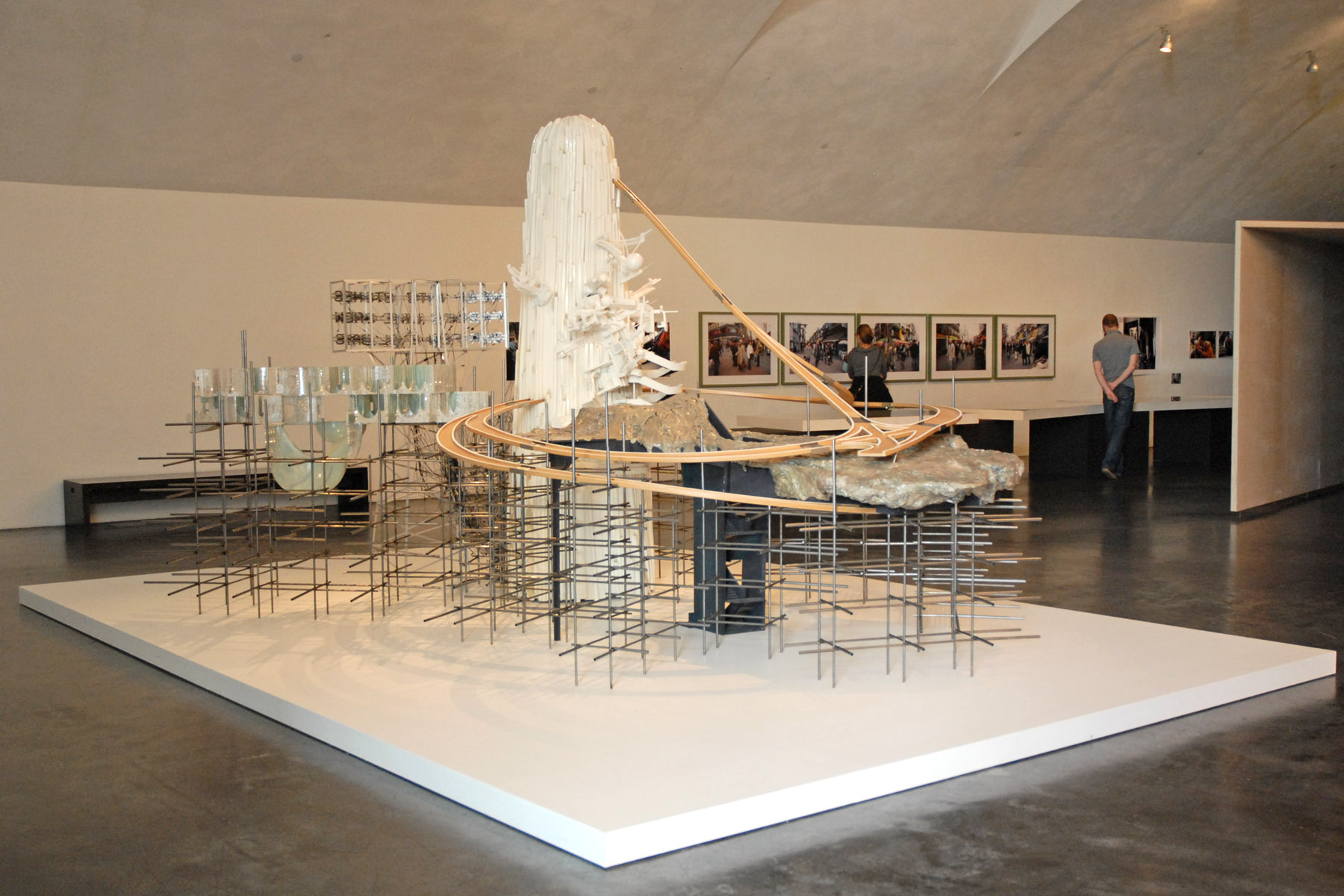
Escultura de Lee Bul en Kiasma, Kelsinki.

El arte coreano incluye expresiones en caligrafía, música, pintura y cerámica, a menudo caracterizados por el uso de formas naturales, la decoración de las superficies y el uso de colores definidos o sonidos.
Este arte tiene influencia del arte chino y japonés, aunque a lo largo del tiempo este arte ha ido desarrollando sus propias técnicas. Sus características principales son su simplicidad y espontaneidad, seguido del sentimiento de armonía que tiene con la naturaleza.

## Introducción
Las expresiones de arte coreano más antiguas que han llegado hasta nuestros días se remontan a la Edad de Piedra y son trabajos fechados hacia el 3000 a. C.. Los mismos son esculturas votivas, aunque recientemente se han descubierto petroglifos.
A este período inicial le siguieron estilos artísticos diversos característicos de cada dinastía y reino coreano. Los artistas coreanos a veces modificaron las tradiciones artísticas chinas con una preferencia por la elegancia simple, la pureza de la naturaleza y la espontaneidad. 
La dinastía Goryeo (918-1392) fue uno de los periodos más prolíficos de producción artística en numerosas disciplinas, especialmente la cerámica.

## Características
El arte coreano respeta la naturaleza y el medio ambiente. El arte coreano usa colores serenos, equilibrados y suaves en la pintura y la cerámica. El humor es otra característica,ejemplos de humor son una exageración audaz y la singular belleza del espacio que se concentra en un círculo imperfecto.
También se podría mencionar la armonía serena como paradigma del arte coreano. Significa, pues, que no abundan los excesos, sino más bien que las materias y cosas son justamente seleccionadas de acuerdo con los entornos.
El arte coreano refleja una sencillez desprovista de artificio en su belleza.

## Etapas del arte coreano
La historia de la cerámica coreana proviene desde la prehistoria y se divide en diferentes etapas, según la edad en la que se encuentra.

### Prehistoria
Las cerámicas más antiguas datan entre el año 6000 y el 5000 a. C. durante la era neolítica. 
Eran cerámicas de tipo poroso, con motivo de peine como el más común. Era una cerámica cocida a unos 700 °C.
Durante la Edad del Hierro, alrededor del año 300 a. C., durante la aparición de la rueda del alfarero, las formas y los motivos de la cerámica se volvieron más complejos, así como la aparición de las primeras cerámicas con pie.

### Período de los Tres Reinos
Perdura desde el año 56 a. C. hasta el año 668. 
Las cerámicas se cocinaban en hornos cerrados, donde para obtener cerámicas más resistentes, con estos hornos se cocían a temperaturas mayores. Con una combustión sin oxígeno se conseguían distintos acabados.
En este período se clasifican dos tipos de cerámicas: Yongil, cuyo color recuerda a la Edad del Hierro, y Wajil, cuyo color es un azul-gris.

### Período de Silla Unificada
Período que comprende entre el año 676 y 918. En este período hubo muchos cambios, tales como recipientes con tapas y hacer los pies de las cerámicas más pequeños y más cortos. Aparecieron botellas y frascos de cuello largo. 
Aparece el celadón y La nueva influencia del budismo vuelve a las urnas funerarias muy populares.

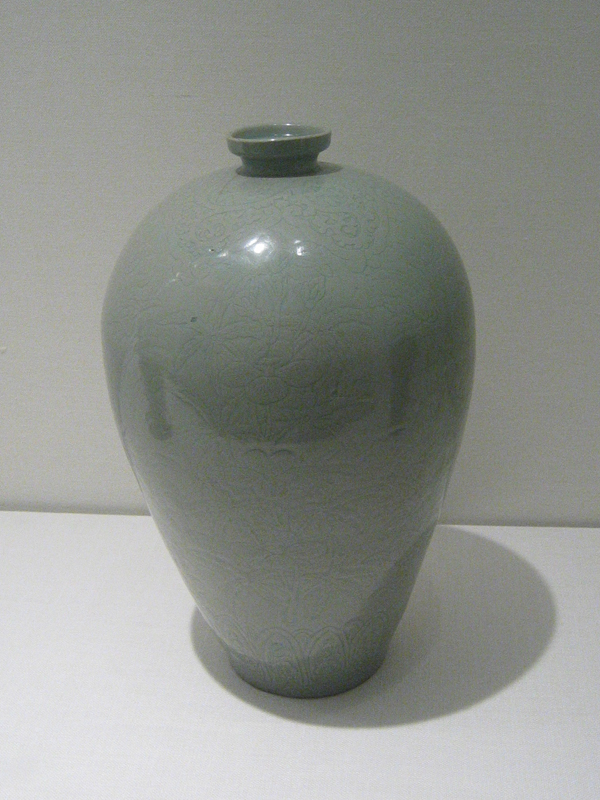
Celadón realizado durante el período Goryeo de un color gris y liso.

### Período Goryeo
El período Goryeo comprende entre el año 918 y 1392 y está caracterizada por un gran predominio de los celadones. Estos se caracterizan porque sus motivos son incrustados y no pintados como en el resto del mundo. El arte del celadón alcanzó su estado más puro y bello en Corea. 
Los celadones eran destinados a aristócratas y, también eran elementos decorativos en templos budistas.
La producción de los celadones decreció con la invasión mongol en 1231 que anunció en final de la edad de oro del celadón.